# Список создателей телесериала «Футурама»
Список людей, участвовавших в создании американского научно-фантастического сатирического мультсериала Футурама (англ. Futurama).
| # А Б В Г Д И К Л М О С У Х Ш Э |

| - Peter Avanzino (рус. Питер Аванцино) — режиссёр - Carlos Baeza (рус. Карлос Баэса) — режиссёр - J. Stewart Burns (рус. Джей. Стюарт Бёрнс) — сценарий - Gregg Vanzo (рус. Грег Ванцо) — режиссёр - Patric Verrone (рус. Патрик Веррон) — сценарий - Dan Vebber (рус. Дэн Веббер) — сценарий - David A. Goodman (рус. Дэвид Гудман) — режиссёр - Kristin Gore (рус. Кри́стин Гор) — сценарий - Matt Groening (рус. Мэ́ттью А́брам «Мэтт» Гре́йнинг) — сценарий, режиссёр, автор идеи - Darin Henry (рус. Дэрин Генри) — сценарий - Susie Dietter (рус. Сьюзи Диттер) — режиссёр - Mark Ervin (рус. Марк Ирвин) — режиссёр - Dwayne Carey-Hill (рус. Дуэйн Кейри-Хил) — режиссёр - David X. Cohen (рус. Дэвид Сэмюэл Коэн) — соавтор идеи, сценарий, исполнительный продюсер - Eric Kaplan (рус. Эрик Каплан) — сценарий, продюсер - Claudia Katz (рус. Клаудия Кац) — продюсер - Ken Keeler (рус. Кен Килер) — сценарий - Brian Kelley (рус. Браен Келли) — сценарий | - Chris Louden (рус. Крис Лауден) — режиссёр - Jeffrey Lynch (рус. Джеффри Линч) — режиссёр - Рич Мур — режиссёр - Lewis Morton (рус. Льюис Мортон) — сценарий - Bill Odenkirk (рус. Билл Оденкирк) — сценарий - Chris Sauve (рус. Крис Сове) — режиссёр - Swinton O. Scott III (рус. Свинтон О. Скотт-третий) — режиссёр - Ron Weiner (рус. Рон Уэйнер) — сценарий - Jeff Westbrook (рус. Джефф Уэстбрук) — сценарий - Bret Haaland (рус. Брэт Халанд) — режиссёр - Eric Horsted (рус. Эрик Хорстед) — сценарий - Ron Hughart (рус. Рон Хьюгарт) — режиссёр - Brian Sheesley (рус. Брайан Шисли) — режиссёр - Aaron Ehasz (рус. Аарон Эхас) — режиссёр |